# Seamus McGarvey
Seamus McGarvey (Armagh, 29 de junho de 1967) é um diretor de fotografia irlandês.

## Filmografia
- Butterfly Kiss (1995)
- The Winter Guest (1997)
- I Could Read the Sky (1999)
- Charlotte's Web (2006)
- We Need to Talk About Kevin (2011)
- Anna Karenina (2012)
- Fifty Shades of Grey (2015)
- Nocturnal Animals (2016)
- Wonka (2023)